# Antoine Bret
Antoine Bret (Dijon, 9 de julho de 1717 — Paris, 25 de fevereiro de 1792) foi um escritor francês de romances, poemas, comédias, fábulas e peças.
Em 1773 comentou e analisou todo o trabalho de Molière em uma edição comemorativa de sua morte.